# Elasmus auratiscutellum
Elasmus auratiscutellum är en stekelart som beskrevs av Girault 1915. Elasmus auratiscutellum ingår i släktet Elasmus och familjen finglanssteklar. Inga underarter finns listade i Catalogue of Life.